# Gaspésie–Îles-de-la-Madeleine
Cet article concerne la région administrative. Pour les sous-régions, voir Gaspésie et Îles de la Madeleine.
Gaspésie–Îles-de-la-Madeleine est une région administrative du Québec composée d'une part de cinq municipalités régionales de comté (MRC) regroupant 42 municipalités, deux communautés autochtones et huit territoires non organisés dans la péninsule gaspésienne (20 223 km2), et d'autre part de l'archipel des îles de la Madeleine (202 km2) formant une communauté maritime de deux municipalités. La région est créée le 22 décembre 1987. 

## Géographie
Sont répartis sur son territoire, en ordre d'importance : les eaux (74,2 %), les forêts (24,6 %), les milieux humides (0,5 %), les terres agricoles (0,4 %) et finalement les surfaces artificielles (0,3 %).

### Situation
La région est située à la rencontre du fleuve Saint-Laurent et du golfe du Saint-Laurent. Elle regroupe, sommairement, la majeure partie de la péninsule gaspésienne et l'archipel des Îles de la Madeleine. S'étendant sur 78 180 km2, sa superficie terrestre n'occupe que 20 272 km2 (26 %). Sa superficie totale représente 4,7 % du territoire québécois. La région est caractérisée par l'importance du milieu aquatique et son isolement relatif. Dans sa partie continentale, elle est bordée au sud par la baie des Chaleurs et la province du Nouveau-Brunswick, au nord par l'estuaire du Saint-Laurent et à l'ouest par la région du Bas-Saint-Laurent. À l'est, les îles de la Madeleine sont quant à elles enclavées dans le golfe du Saint-Laurent, au carrefour des Maritimes.

### Relief et sous-sol

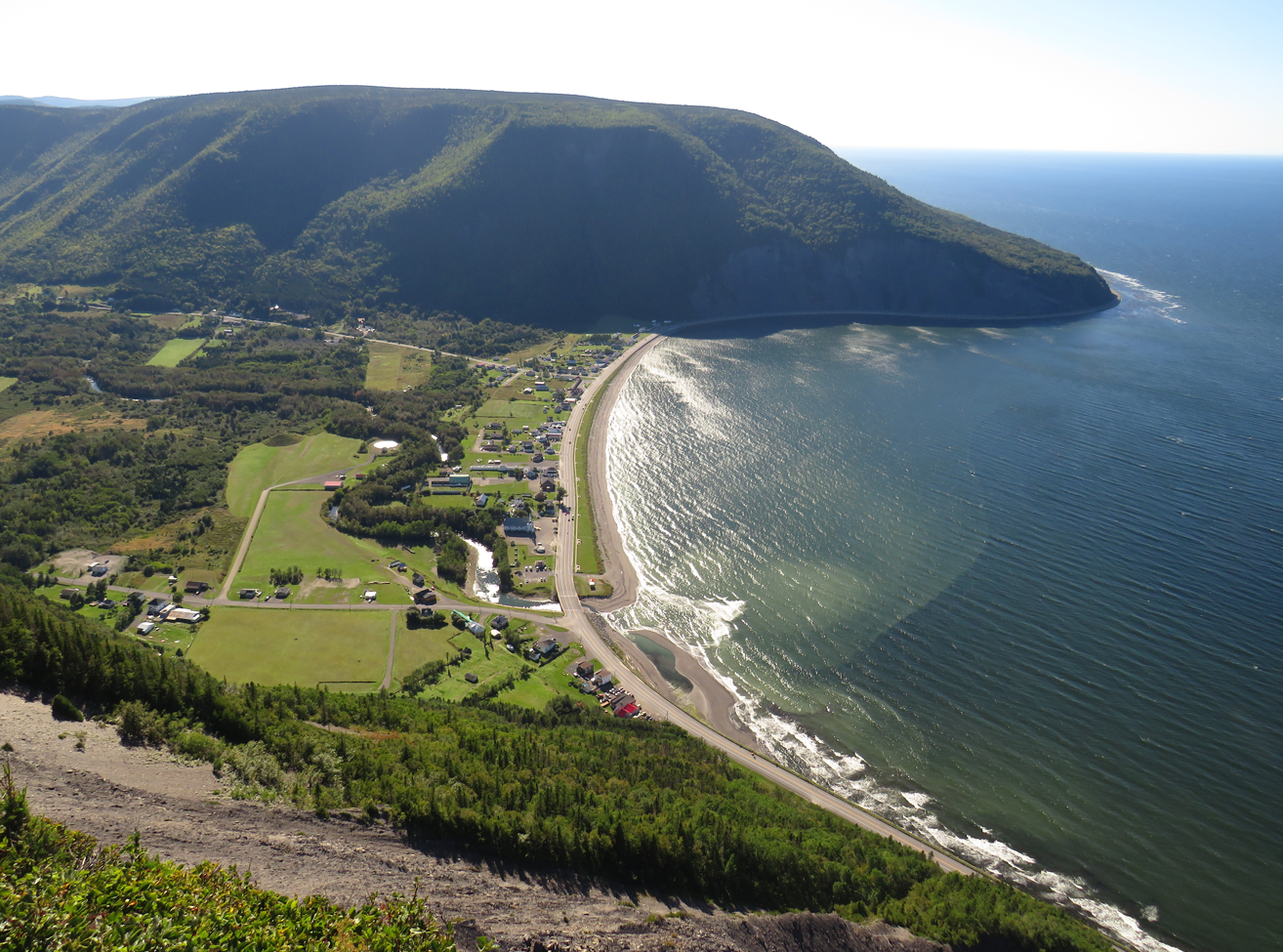
Vue sur le village et la baie de Mont-Saint-Pierre, depuis la montagne du même nom

La région présente un relief accidenté. Si l'altitude minimale est de 0 m partout en mer, elle s'élève rapidement et se maintient presque toujours au-delà de plusieurs centaines de mètres à l'intérieur des terres. La majorité du territoire est dominé par les Chic-Chocs, un massif montagneux situé à l'extrémité est des monts Notre-Dame. Au nord, les montagnes s'étendent jusqu'au rivage et forment des falaises, tandis que sur la côte sud le dénivelé est moins important et permet, entre autres, l'agriculture. La Gaspésie est la région la plus élevée du Québec méridional, atteignant 1 270 mètres au mont Jacques-Cartier. On y retrouve même de la toundra alpine, entre autres sur la Table à Moïse, un haut plateau de 13 km2. Le relief plutôt plat des îles de la Madeleine ne dépasse pas 150 mètres.
Le sous-sol renferme des gisements minéraux.

### Randonnée

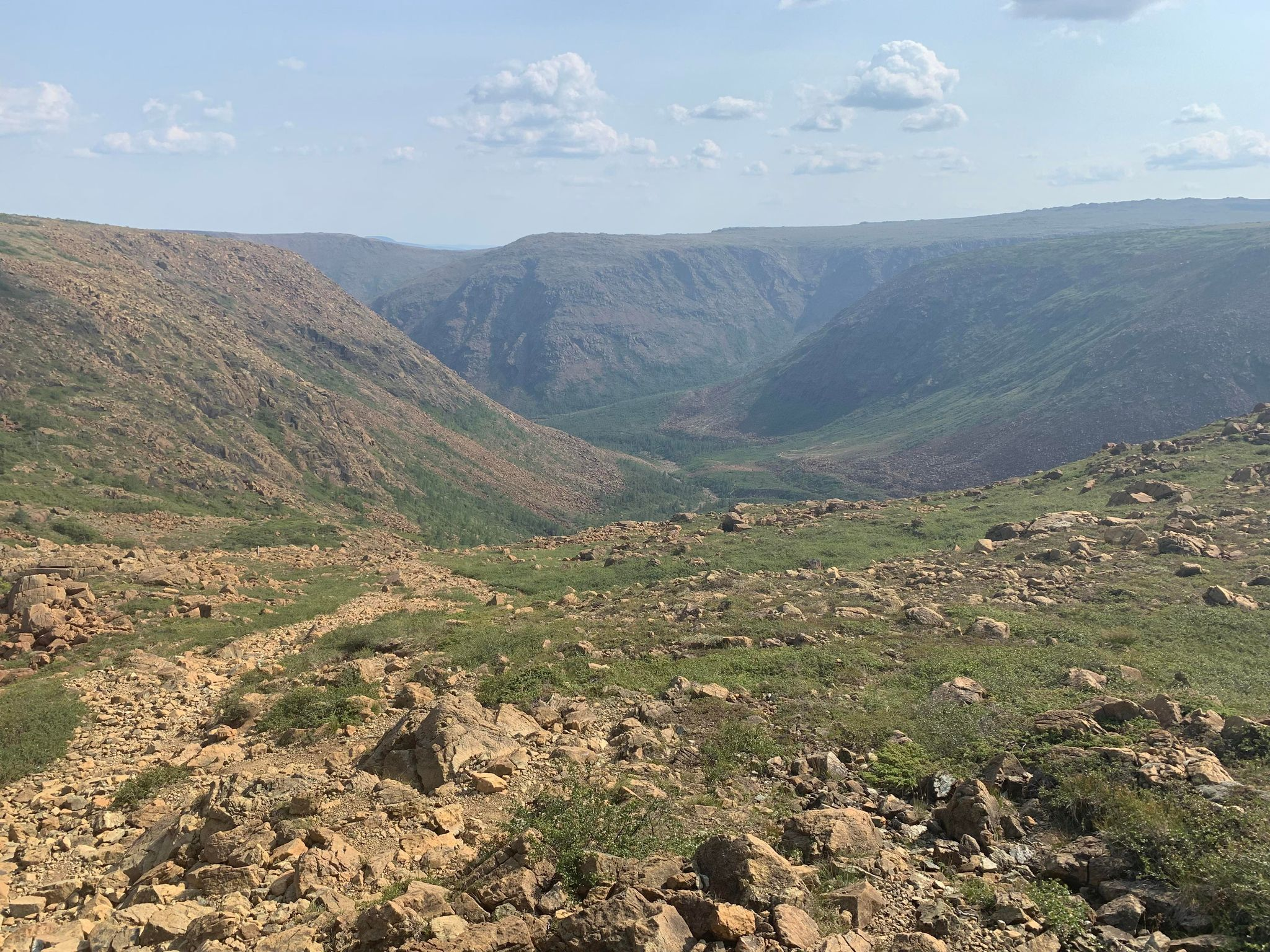
Vue du sommet du Mont-Albert en Gaspésie

Le parc national de la Gaspésie, englobant le mont Albert, se situe à Sainte-Anne-des-Monts. Le sentier est de 17,8 km en boucle mais un raccourci par le versant nord permet de réduire la distance de l'expédition à 12,6 km. 

### Végétation
Les îles de la Madeleine et l'intérieur de la Gaspésie sont dans la zone de végétation de type 4b (forêt boréale). L'épinette, le sapin, le bouleau et le tremble sont des espèces typiques. Quant à lui, le littoral de la Gaspésie fait partie de la zone 5b (forêt mixte). L'érable à sucre, le bouleau jaune, l'épinette, et le sapin sont des espèces typiques et il s'y trouve des zones agricoles fertiles.

### Hydrographie

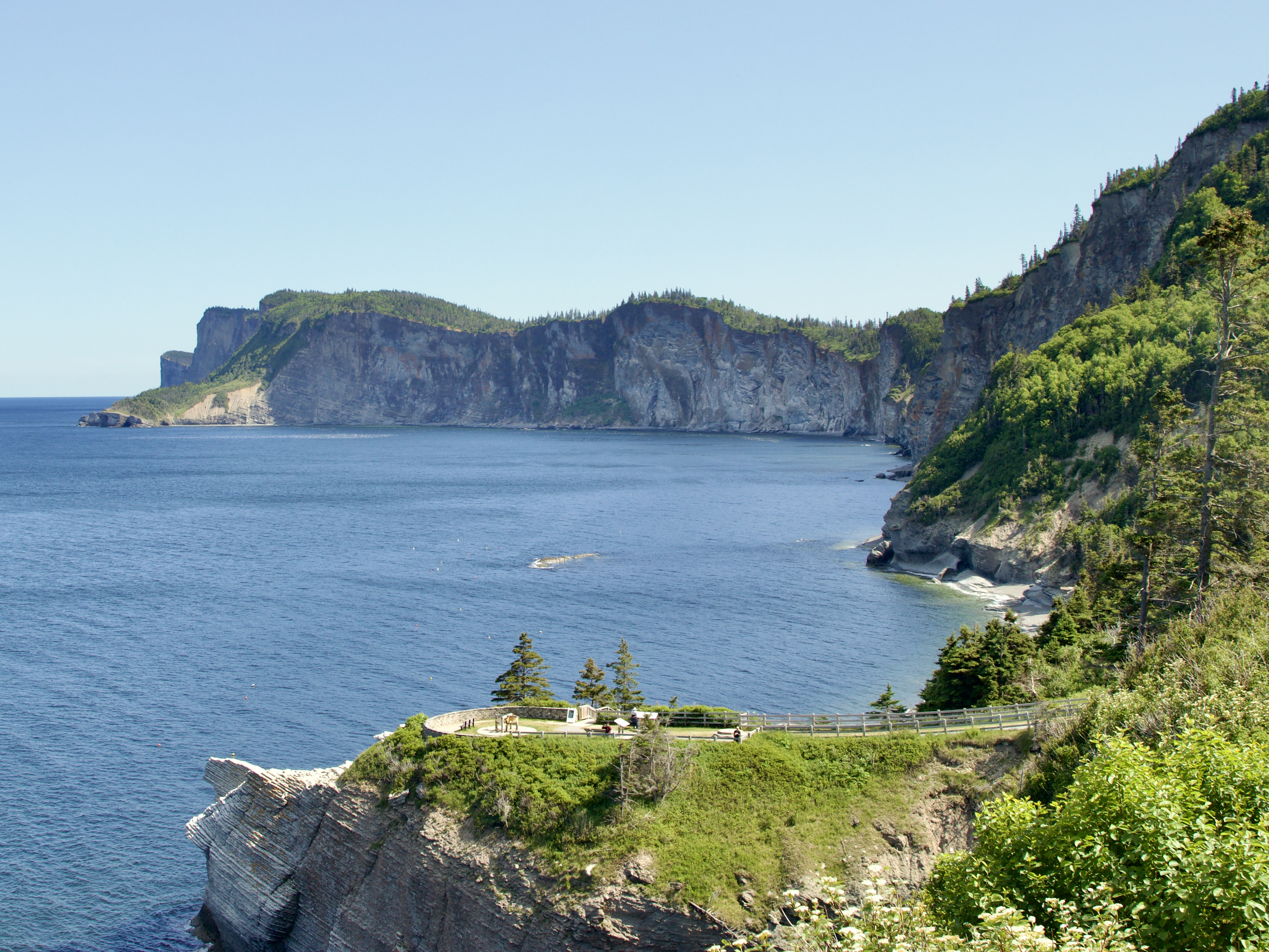
Le cap Bon-Ami dans le parc national de Forillon s'avance dans le golfe du Saint-Laurent.

Outre l'omniprésence du fleuve et golfe du Saint-Laurent, lesquels couvrent plus de 70 % de la région, Gaspésie–Îles-de-la-Madeleine est arrosée par de nombreux cours d'eau prenant majoritairement leur source à l'intérieur du massif par phénomène de fonte nivale. Elle est réputée pour détenir plusieurs rivières aux eaux cristallines qui attirent les pêcheurs en raison de la présence du saumon atlantique. Parmi les principales, on retrouve la rivière Cascapédia, la rivière Nouvelle, la rivière Bonaventure, la rivière Dartmouth, la rivière Saint-Jean, la rivière Madeleine et la rivière Sainte-Anne, entre autres. La région a la particularité de compter relativement peu de lacs (tous de petite envergure), alors que la majorité des régions du Québec en possède en abondance. Les îles de la Madeleine comptent quelques ruisseaux ainsi que des étangs, des lagunes et des bassins. Les nombreuses baies et anses de la Gaspésie–Îles-de-la-Madeleine sont souvent les lieux d'occupation humaine.

## Administration
La région de la Gaspésie–Îles-de-la-Madeleine est composée de 42 municipalités locales et 8 territoires non organisés répartis dans cinq municipalités régionales de comté (MRC) et un territoire équivalent. Elle comporte également 2 réserves micmacs (Gesgapegiag et Listuguj) administrées par la Secrétariat Mi'gmawei Mawiomi. 
| Nom                                          | Chef-lieu                | Population 2021 | Superficie terrestre (km2) | Densité (hab./km2) |
| -------------------------------------------- | ------------------------ | --------------- | -------------------------- | ------------------ |
| Avignon                                      | Nouvelle                 | 13 415          | 3 487,51                   | 3,85               |
| Bonaventure                                  | New Carlisle             | 17 557          | 4 379,4                    | 4,01               |
| La Côte-de-Gaspé                             | Gaspé                    | 17 547          | 4 130                      | 4,25               |
| La Haute-Gaspésie                            | Sainte-Anne-des-Monts    | 10 950          | 5 139,5                    | 2,13               |
| Le Rocher-Percé                              | Chandler                 | 17 219          | 3 249,2                    | 5,3                |
| Communauté maritime des Îles-de-la-Madeleine | Les Îles-de-la-Madeleine | 12 475          | 187,33                     | 66,59              |
| Région                                       | Région                   | 89 342          | 20 572,94                  | 4,34               |

## Politique

### Ministre responsable
| Années | Années          | Député                  | Parti                   |
| ------ | --------------- | ----------------------- | ----------------------- |
|        | 2012 - 2014     | Gaétan Lelièvre         | Parti québécois         |
|        | 2014 - 2016     | Jean D'Amour            | Parti libéral du Québec |
|        | 2016 - 2017     | Sébastien Proulx        | Parti libéral du Québec |
|        | 2017 - 2018     | Pierre Moreau           | Parti libéral du Québec |
|        | 2018 - 2021     | Marie-Eve Proulx        | Coalition avenir Québec |
|        | 2021 - 2022     | Jonatan Julien          | Coalition avenir Québec |
|        | 2022 - en cours | Maïté Blanchette Vézina | Coalition avenir Québec |

### Circonscriptions électorales

#### Circonscriptions électorales provinciales
- Bonaventure : Catherine Blouin (CAQ)
- Gaspé : Stéphane Sainte-Croix (CAQ)
- Îles-de-la-Madeleine : Joël Arseneau (PQ)

#### Circonscriptions électorales fédérales
- Gaspésie—Les Îles-de-la-Madeleine—Listuguj : Alexis Deschênes (BQ)
- Rimouski—La_Matapédia (en partie) : Maxime Blan (BQ)

## Économie
La région a subi de nombreuses contraintes qui ont influencé l'évolution de son économie. La diminution de la population, les effets conjoncturels du marché, les diminutions de la ressource exploitée, la faible diversité des activités secondaires, la forte saisonnalité des emplois sont tous des éléments qui expliquent la fragilité de la structure du marché du travail.

## Santé
La région compte deux centres intégrés de santé et de services sociaux :
CISSS de la Gaspésie
- Unités de santé et services sociaux pour La Haute-Gaspésie :
Hôpital de Sainte-Anne-des-Monts
Centre d'hébergement de Cap-Chat
CLSC de Mont-Louis
CLSC de Cap-Chat
CLSC de Sainte-Anne-des-Monts
CLSC de Marsoui
Centre l'Escale - Réadaptation
Point de service Réadaptation (Cap-Chat)
Point de service Réadaptation (Route du Parc)
Programme Jeunesse - Succursale Haute-Gaspésie
- Unités de santé et services sociaux pour La Côte-de-Gaspé et la communauté autochtone de Gesgapegiag :
Hôpital Hôtel-Dieu de Gaspé
Unité de médecine familiale de Gaspé
Centre d'hébergement Monseigneur-Ross de Gaspé
CLSC de Rivière-au-Renard
CLSC de Grande-Vallée
CLSC de Murdochville
CLSC de Barachois
CLSC de Gaspé
Point de service Réadaptation (Rivière-au-Renard)
Point de service Réadaptation (Grande-Vallée)
Point de service Réadaptation (Gaspé) - comprenant l'Unité de réadaptation fonctionnelle intensive (URFI)
Point de service Réadaptation (Haldimand)
Programme Jeunesse (ancien Centre Jeunesse Gaspésie/Les Îles)
Programme Jeunesse - Unité La Vigie
- Unités de santé et services sociaux pour Le Rocher-Percé :
Hôpital de Chandler
Centre d'hébergement Villa Pabos
CSLC de Chandler
CLSC de Percé
CLSC de Gascons
Point de service Réadaptation - Chandler (QC)
Programme Jeunesse - Chandler (QC)
- Unités de santé et services sociaux pour La Baie-des-Chaleurs (Bonaventure, Avignon et la communauté autochtone de Listuguj) :
Hôpital de Maria
CLSC de St-Omer
CLSC de Caplan
CLSC de Pointe-à-la-Croix
CLSC de Malauze et Centre d'hébergement de Matapédia
CLSC de Paspébiac
Centre d'hénergement de New Carlisle
Centre d'hébergement de Maria
Unité de médecin familiale Baie-des-Chaleurs
Programme Jeunesse - Succursale Bonaventure-Avignon
Programme Jeunesse - Unité Gignu
Programme Jeunesse - Unité La Balise
Point de service Réadaptation (Matapédia)
Point de service Réadaptation (Maria)
Point de service Réadapatation (Carleton-sur-Mer)
Point de service Réadaptation (Bonaventure)

CISSS des Îles
- Unités de santé et services sociaux pour Les Îles-de-la-Madeleine :
Point de service Réadaptation
Programme Jeunesse - Succursale des Îles
CLSC de Cap-aux-Meules
CLSC de Bassin
CLSC de l’Est

## Démographie
| 1986    | 1991    | 1996    | 2001   | 2006   | 2011   | 2016   | 2022   | 2026 |
| ------- | ------- | ------- | ------ | ------ | ------ | ------ | ------ | ---- |
| 112 455 | 105 968 | 105 174 | 96 924 | 94 336 | 94 079 | 90 311 | 92 400 | -    |

| 2031 | 2036 | 2041 | 2046 | 2051 | 2056 | 2061 | 2066 | 2071 |
| ---- | ---- | ---- | ---- | ---- | ---- | ---- | ---- | ---- |
| -    | -    | -    | -    | -    | -    | -    | -    | -    |

La population est généralement dispersée le long du littoral. Les principales causes de cette dispersion sont la configuration géographique de la péninsule, la nature des potentiels biophysiques et des différents types de mise en valeur de ces potentiels. La majorité des localités comptent moins de 5 000 habitants. La région est caractérisée par une multitude de centres de petite taille et par un réseau de transports très étendu par rapport à la population à desservir.
Cette région représentait 1,3 % de la population du Québec en 2005. Elle se classe au seizième rang des régions du Québec.
- Population : 96 924 (2001)
- Superficie : 20 272 km2
- Densité : 4,8 hab./km2
- Taux de natalité : 7,8 ‰ (2006)
- Taux de mortalité : 9 ‰ (2006)

Source : Institut de la statistique du Québec
Langue parlée à la maison
- Français : 89,7 %
- Anglais : 9,2 %
- Français et anglais : 0,7 %
- Autres : 0,4 %